# Torvalla
Torvalla is een plaats in de gemeente Östersund in het landschap Jämtland en de provincie Jämtlands län in Zweden. De plaats heeft 59 inwoners (2005) en een oppervlakte van 14 hectare. Torvalla ligt vlak aan de stad Östersund en kan als een stadsdeel van deze stad worden gezien.